# World Ecological Forum
World Ecological Forum (Världsekologiskt Forum) är en konferens som samlar miljömedvetna företagsledare, beslutsfattare och aktörer för att utbyta idéer och driva miljöfrågor och arrangeras med stöd från ekokommun Gotland. 

## Om organisationen
World Ecological Forum är en oberoende ideell organisation baserad i Visby. Organisationens huvudsyfte är att arrangera en årlig konferens som samlar näringsliv, politiker, opinionsbildare och akademiker för informella och formella samtal om globala miljöfrågor och att skapa konkreta samarbetsprojekt för en globalt hållbar utveckling. Organisationen är registrerad som en icke-vinstinriktad enhet inom Advantage Group.

## Vision
World Ecological Forum vill verka för en ekologiskt och ekonomiskt hållbar utveckling som ger tillväxt, välfärd och social rättvisa för alla.

## World Ecological Forum 2010
Den 1:a upplagan av World Ecological Forum arrangeras på Wisby Strand Congress & Event Gotland från den 1-2 juli 2010.
Klimathotet och näringslivet är i fokus för årets konferens. På agendan står bland annat diskussioner om kostnadseffektiva utsläppsminskningar, ny miljöteknik och hållbara investeringsmöjligheter.

## Utmärkelser
World Ecological Forum Innovation Race är en tävling som går ut på att ta fram och uppmärksamma innovativ miljöteknik. Tävlingen är öppen för individer och grupper från företag, entreprenörer och studenter.
World Ecological Forum Global Impact Award uppmärksammar personer som har gjort beundransvärda insatser för att bidra till en ekologiskt och ekonomsikt hållbar utveckling.

## Medlemskap
World Ecological Forums medlemskap vänder sig till företag och organisationer som vill verka pådrivande i miljöfrågor. Som medlem kan man delta i organisationens nätverk, föreläsningar och den årliga konferensen. Medlemskapet ger också tillgång till experter inom ekologi, konsultationer och World Ecological Forums sociala nätverk "Apple Tree".

## Grundare
Arbetet kring World Ecological Forum påbörjades av Alec och Sari Arho Havrén i januari 2008. Alec Arho Havrén (f. 1965) är en social entreprenör som också grundat Gotland Ring, en fordonsrelaterad aktivitetspark med världens första ekologiska motorbana som specialiserat sig på eco-driving. Sari Arho Havrén (f.1966) har en Ph.D. från Helsingfors Universitet och erfarenhet av internationella miljöprojekt.

## Styrgrupp
I styrgruppen för World Ecological Forum ingår Alec Arho Havrén, Sari Arho Havrén, Anna Hrdlicka, Biskop Lennart Koskinen, Alfred Kwok, Marianne Samuelsson, Tomas Otterström, Jenny Harler, Professor Derek Shearer, Professor Kai Wartiainen och Professor Dr Po Chi Wu.